# Werenoi
Werenoi [weʁənwa], de son vrai nom Jérémy Bana Owona, né le 30 janvier 1994 à Melun (Seine-et-Marne) et mort le 17 mai 2025 dans le 13e arrondissement de Paris, est un rappeur, chanteur et auteur-compositeur-interprète français originaire de Montreuil.
En mai 2023, il est sacré « Révélation masculine de l'année » à la cérémonie Les Flammes. Il est le plus gros vendeur de disques en France lors de l'année 2023 et également en 2024. En mai 2024, son album Carré reçoit la récompense « Album rap de l'année » à la cérémonie Les Flammes.

## Biographie

### Jeunesse et famille
Werenoi donne peu d'information à son public : « Je préfère garder ma vie privée pour moi. À trop parler, tu peux dire ce que tu n’as pas envie de dire. Je préfère le mystère. J’en dis assez sur moi dans mes textes. » Il naît de parents camerounais, sa mère étant toutefois née en France. Il grandit à Montreuil, en Seine-Saint-Denis.
Il est de la même famille que le rappeur Zequin,.

### Carrière

#### Débuts
En février 2021, il dévoile Guadalajara, son tout premier morceau. Alors que ses quatre clips totalisent 800 000 vues sur YouTube au mois d'avril, il signe sur le label AWA. Propriétaire de celui-ci, le producteur Kore est mandaté pour la bande originale du film En passant pécho, et Werenoi y apparaît sur Tucibi.
D'autres singles suivent, dont Scarface, single d'or en mai 2023. Au mois de décembre, il apparaît sur le titre Señor de los Gallos de Lacrim, extrait de son album Persona Non Grata.

#### Telegram(2022)
En 2022, Werenoi sort le titre Balmain au mois de mai sous le label indépendant PLR Music. À la fin du mois, il signe avec le label AllPoints France de Believe Music et annonce la sortie de son premier projet.
Le 3 juin 2022, Werenoi propose son EP Telegram, en référence au réseau social sur lequel ont été partagés les neuf morceaux bien avant leur sortie, dès mars 2022 pour certains.
Pendant la suite de l'année 2022, Werenoi complète son EP avec quatre morceaux supplémentaires, un par mois entre août et octobre. Le hit 3 singes, en featuring avec Ninho, sorti en février, y est également ajouté en tant que quatorzième et dernière piste. Début mars 2023, Telegram est certifié disque d'or et trois titres sont également certifiés singles d'or : Solitaire en février 2023, 3 singes en mars 2023 et Selfie (feat. Maes) en mai. Ce même Solitaire devient son premier disque de platine en juin 2023. Le 28 décembre 2023, il est certifié single de diamant.
Au mois de septembre, Werenoi apparaît sur le morceau La vie de César de Dosseh, qui figure sur son album Trop tôt pour mourir[pertinence contestée].

#### CarréetTélégram 2(2023)
Début janvier, l'application de reconnaissance audio Shazam partage ses prédictions annuelles et annonce un franc succès pour Werenoi au cours de l'année. Le 23 février, Werenoi propose le freestyle 10.03.2023, en référence à la date de sortie de son album Carré. Cet album, où figurent des featurings avec PLK, Ninho, Tiakola et Lacrim, cumule près de 19 000 ventes en première semaine et fait son entrée au Top Albums du SNEP, où il ne quitte pas les six premières places, décrochant la première début juin.
Pour Mous et SK, du label PLR Music, « ça fait deux ans qu’on le côtoie et pas un jour, il ne nous a dit que c’était son anniversaire. (…) Il ne montre aucune émotion. La seule façon de le connaître, c’est d’écouter sa musique ».
Plusieurs titres issus de cet album recevront un single d'or, dont Ciao (feat. Ninho) Laboratoire et Chemin d'or, qui feront ensuite diamant. L'album Carré est quant à lui disque d'or à peine plus d'un mois après sa sortie, le 13 avril 2023. En mai, Werenoi est invité par Rimkus, autre artiste du label PLR Music, sur le titre Ali, où figurent également Lacrim et Mac Tyer.
Werenoi dévoile un deuxième EP, Télégram 2, le vendredi 22 septembre 2023, après l'avoir annoncé la veille. Il comprend huit titres, dont Magot en collaboration avec SCH.

#### Pyramide 1 & 2(2024)
Le 25 janvier 2024, Werenoi annonce la sortie d'un nouvel album pour le 16 février. Long de dix-sept titres, le projet Pyramide comprend des collaborations avec Damso, SDM, Aya Nakamura, Hamza et SCH & Maes.
Werenoi sort le second opus de ce projet, Pyramide 2, le 18 octobre 2024. Porté par le single Pétunias dévoilé deux semaines plus tôt, cette extension de 14 titres compte deux featurings : avec Gazo sur La famine et PLK sur En pétard.

#### Diamant noir(2025)
Fin novembre 2024, son label annonce la sortie de son nouvel album pour avril 2025. Lil Tjay est annoncé parmi les collaborations. Le 24 mars 2025, il annonce la sortie de Diamant noir pour le 11 avril. Les autres invités sont Damso & Ninho, Dystinct, SDM & Vacra, Gunna et Kalash.

### Mort et hommages
Le 17 mai 2025 au matin, Werenoi meurt à l'âge de 31 ans d'une défaillance cardiaque à l'hôpital de la Pitié-Salpêtrière, dans le 13e arrondissement de Paris, après une détérioration soudaine de sa santé,,.
Après des rumeurs intenses concernant son état de santé, c'est son producteur Babiry Sacko, dit Babs, qui confirme sa mort sur le réseau social X,.
Le 13 mai, le chanteur n’a pas pu récupérer son trophée à la cérémonie des Flammes à cause d’une « grosse blessure ». Le public a pu voir une vidéo de l’artiste, le bras en écharpe,. Un showcase prévu le 16 mai, veille de son décès, a également été annulé alors que l'artiste devait également se produire le jour de son décès.
Après le décès du rappeur, de nombreuses personnalités lui rendent hommage comme Aya Nakamura, Gims, Kaaris, Jul, SCH, Pascal Obispo, Michel Bampély ou encore Rachida Dati,,,
Le 20 mai, Werenoi est inhumé au cimetière nouveau de Montreuil, juste à côté de la cité Jean-Moulin qui l'a vu grandir ; quelque 800 personnes sont présentes,.
Quelques jours après sa mort, une polémique apparaît : certains fans appellent à cesser l'écoute de ses musiques en invoquant des arguments religieux (« par respect pour sa foi ») — certains courants de l'islam proscrivant la musique,. À l'inverse, d'autres fans ne partagent pas ce point de vue et considèrent l'écoute de sa musique comme un hommage,.
Dans les faits, les écoutes et ventes de tous ses albums font un bond dans les classements du SNEP pour la période du 16 au 22 mai : 197 % d'augmentation en une semaine pour Pyramide 2, 223 % pour Carré et 5500 % pour Telegram. Son dernier album Diamant noir augmente quant à lui ses ventes de 72 %, dont 963 % en physique et 37 % en streaming.

## Discographie

### Singles
| Année                                                               | Single                                   | Meilleure position | Meilleure position | Meilleure position | Certifications | Projet   |
| Année                                                               | Single                                   | FR                 | BEL(WAL)           | SUI                | Certifications | Projet   |
| ------------------------------------------------------------------- | ---------------------------------------- | ------------------ | ------------------ | ------------------ | -------------- | -------- |
| 2021                                                                | Guadalajara                              | —                  | —                  | —                  |                | —        |
| 2021                                                                | 9 17                                     | —                  | —                  | —                  |                | —        |
| 2021                                                                | Fort                                     | —                  | —                  | —                  |                | —        |
| 2021                                                                | La League                                | 61                 | —                  | —                  | : Platine      | —        |
| 2021                                                                | Des ténèbres                             | —                  | —                  | —                  |                | —        |
| 2021                                                                | Derek                                    | —                  | —                  | —                  |                | —        |
| 2021                                                                | Scarface                                 | 163                | —                  | —                  | : Diamant      | —        |
| 2021                                                                | Criminel                                 | —                  | —                  | —                  |                | —        |
| 2022                                                                | Balmain                                  | —                  | —                  | —                  |                | Telegram |
| 2022                                                                | Sale histoire (feat. Rimkus)             | —                  | —                  | —                  |                | Telegram |
| 2022                                                                | Solitaire                                | 38                 | —                  | —                  | : Diamant      | Telegram |
| 2022                                                                | Selfie (feat. Maes)                      | 15                 | —                  | —                  | : Platine      | Telegram |
| 2022                                                                | Ordinateur                               | 94                 | —                  | —                  |                | Telegram |
| 2022                                                                | All eyes on me                           | 111                | —                  | —                  | : Platine      | Telegram |
| 2023                                                                | 3 singes (feat. Ninho)                   | 6                  | 47                 | —                  | : Platine      | Telegram |
| 2023                                                                | 10.03.2023                               | 11                 | —                  | —                  | : Diamant      | Carré    |
| 2023                                                                | Tout seul (feat. Tiakola)                | 9                  | —                  | —                  | : Platine      | Carré    |
| 2023                                                                | Nos labels c'est du papel (feat. Lacrim) | 46                 | —                  | —                  |                | Carré    |
| 2023                                                                | Escorte (feat. PLK)                      | 6                  | —                  | —                  | : Platine      | Carré    |
| 2023                                                                | Ciao (feat. Ninho)                       | 3                  | 46                 | 69                 | : Diamant      | Carré    |
| « — » indique que le single n'est pas sorti ou classé dans le pays. |                                          |                    |                    |                    |                |          |

### Apparitions
- 2021 :
  - Lacrim feat. Werenoi - Señor de los Gallos (sur l'album Persona non grata)
  - Kore feat. Werenoi - Tucibi (sur l'album En Passant Pécho (bande originale inspirée du film))

- 2022 :
  - Dosseh feat. Werenoi - La vie de Cesar (sur l'album Trop tôt pour mourir)

- 2023 :
  - Hös Copperfield feat. Werenoi - On en reparlera (sur l'album Lueur & Espoir)
  - Hös Copperfield feat. Werenoi - Photo (sur l'album Lueur & Espoir)
  - Rimkus feat. Werenoi, Lacrim & Mac Tyer - Ali (sur l'album Fracturé)

- 2024 :
  - ZKR feat. Werenoi - Under Armour (sur la mixtape Mode Opératoire, vol.1)
  - Heuss l'Enfoiré feat. Werenoi - Mélanine (sur l'album La Vie de Roni)
  - Maes feat. Werenoi - Cordillère (sur l'album La vie continue)
  - SDM feat. Werenoi - Metallica (sur l'album À la vie à la mort)

- 2025 :
  - Dinos feat. Werenoi - Performante (sur la réédition de album Kintsugi)
  - HMZ feat. Werenoi - Saison (sur l'album Dans la tempête)
  - Hamza feat. Werenoi - Dragons (sur l'album Mania)

## Distinctions
| Année | Cérémonie         | Travail nommé | Catégorie                                       | Résultat   | Réf.   |
| ----- | ----------------- | ------------- | ----------------------------------------------- | ---------- | ------ |
| 2023  | Les Flammes       | Werenoi       | Flamme de la révélation masculine de l'année    | Lauréat    | [ 56 ] |
| 2023  | BET Awards        | Werenoi       | Viewer’s Choice: Best New International Act     | Nomination | [ 57 ] |
| 2023  | W9 d'Or           | Carré         | Album de l'année                                | Lauréat    |        |
| 2024  | Purecharts Awards | Werenoi       | Révélation de l'année                           | Nomination |        |
| 2024  | Les Flammes       | Carré         | Flamme Spotify de l'album de l'année            | Nomination |        |
| 2024  | Les Flammes       | Carré         | Flamme de l'album rap de l'année                | Lauréat    |        |
| 2024  | Les Flammes       | Laboratoire   | Flamme du morceau de l'année                    | Nomination |        |
| 2024  | Les Flammes       | 10.03.2023    | Flamme du morceau de performance rap de l'année | Nomination |        |
| 2024  | Les Flammes       | Werenoi       | Flamme de l'artiste masculin de l'année         | Nomination |        |
| 2025  | Les Flammes       | Pyramide      | Flamme Spotify de l'album de l'année            | Lauréat    | [ 58 ] |